# Bernd Donaubauer
Bernd Donaubauer (* 25. März 1940 in Würzburg) ist ein deutscher Politiker (SPD). Er war Mitglied der Volkskammer und des Sächsischen Landtags.

## Leben
Nach dem Besuch der Schule in Oschatz, wo er das Abitur machte, absolvierte den zweijährigen Wehrdienst in der NVA. Anschließend studierte er ab 1960 an der Medizinischen Fakultät der Universität Leipzig, die er im Jahr 1966 nach der Promotion verließ. Ab 1971 praktizierte er als Facharzt für Innere Medizin und ab 1982 als Subspezialist für Diabetologie. Seit 1982 war Donaubauer auch Chefarzt an der Klinik für Innere Medizin und Infektionskrankheiten in den Kliniken Hubertusburg. Seit 1989 ist er Mitglied im Vorstand der Regionalgesellschaft für Innere Medizin.
Donaubauer ist stellvertretender Vorsitzender des Kunstverein Oschatz e. V., der im Jahr 2004 gegründet wurde. und Schatzmeister des Bundesverbandes Niedergelassener Diabetologen e. V.
Er ist verheiratet und hat zwei Kinder.

## Politik
Der bis dahin parteilose Donaubauer trat im Jahr 1990 der SPD bei. Nach der Wahl zum Vorsitzenden des Kreisverbandes gehörte er von März bis Oktober 1990 der letzten, erstmals frei gewählten Volkskammer der DDR an. Nach der deutschen Wiedervereinigung wurde er im Jahr 1990 über die Landesliste in den Landtag von Sachsen gewählt. Im Zusammenhang mit der Überprüfung der Abgeordneten auf eine Zusammenarbeit mit dem Ministerium für Staatssicherheit legte er am 23. Oktober 1991 sein Mandat nieder.

## Weblink
- Biografie von Bernd Donaubauer. In: Wilhelm H. Schröder: Die Abgeordneten der 10. Volkskammer der DDR (Volkparl)